# Landgericht Wiesbaden
Das Landgericht Wiesbaden ist ein Gericht der ordentlichen Gerichtsbarkeit und eines von neun Landgerichten in Hessen. Es hat seinen Sitz in der hessischen Landeshauptstadt Wiesbaden.

## Instanzenzug

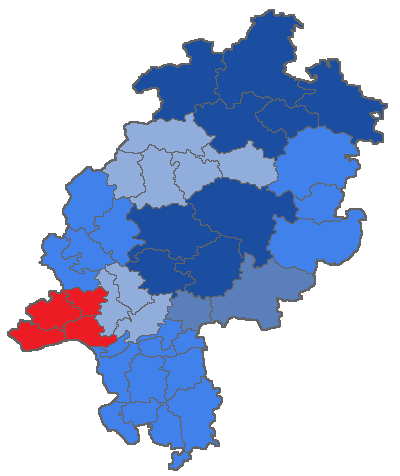
Lage des Landgerichtsbezirks Wiesbaden in Hessen (rot hervorgehoben)

Zum Gerichtsbezirk gehören die Amtsgerichte Bad Schwalbach, Rüdesheim am Rhein, Idstein und Wiesbaden. Dem Landgericht Wiesbaden ist das Oberlandesgericht Frankfurt am Main übergeordnet.

## Geschichte
Das Hof- und Appellationsgericht Wiesbaden war von 1822 bis 1832 und von 1849 bis 1866 neben dem Hof- und Appellationsgericht Dillenburg das zweite Gericht der zweiten Instanz im Herzogtum Nassau mit Sitz in Wiesbaden. Nach der Annexion des Herzogtums Nassau durch Preußen 1866 wurde die Rechtsprechung des Amtes Wiesbaden in erster Instanz in das königlich preußische Amtsgericht Wiesbaden übernommen. Das Hof- und Appellationsgericht Wiesbaden wurde in das königlich preußische Kreisgericht Wiesbaden umgewandelt. Aus diesem entstand das Landgericht Wiesbaden, das im Zuge der Reichsjustizgesetze von 1877 zum 1. Oktober 1879 ins Leben gerufen wurde. 16 Amtsgerichte waren der Behörde untergeordnet:
- Amtsgericht Braubach
- Amtsgericht Camberg
- Amtsgericht Katzenelnbogen
- Amtsgericht Eltville
- Amtsgericht St. Goarshausen
- Amtsgericht Hochheim
- Amtsgericht Höchst
- Amtsgericht Idstein
- Amtsgericht Königstein
- Amtsgericht Langenschwalbach
- Amtsgericht Nastätten
- Amtsgericht Niederlahnstein
- Amtsgericht Rüdesheim
- Amtsgericht Usingen
- Amtsgericht Wehen
- Amtsgericht Wiesbaden

## Gebäude

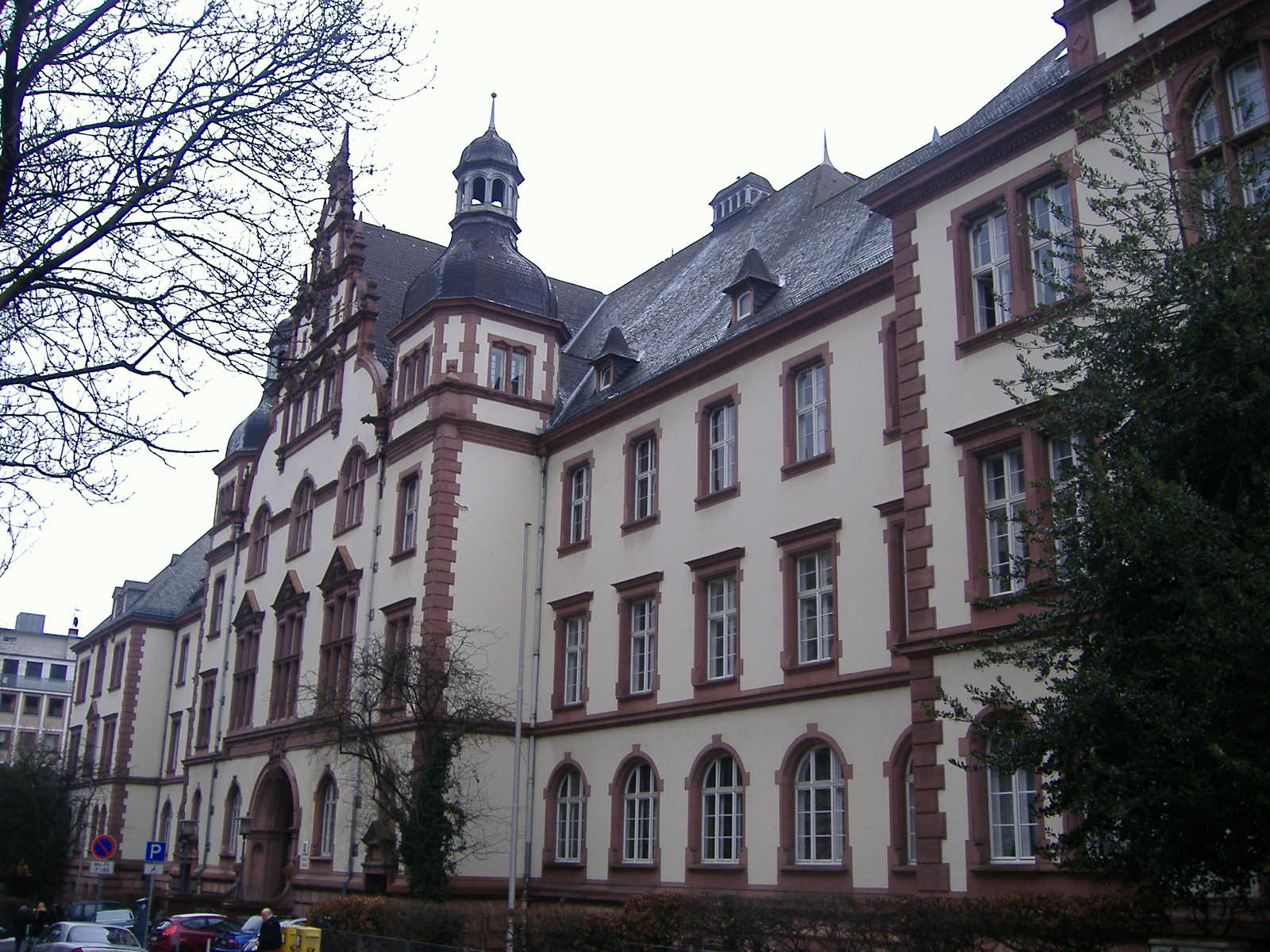
Das bis 2009 genutzte Gerichtsgebäude

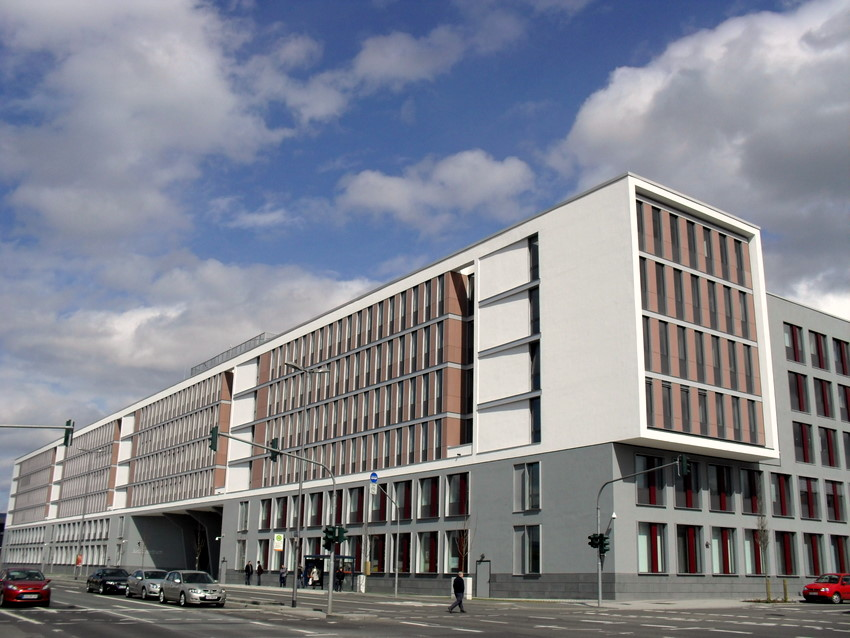
Das neue Wiesbadener Justizzentrum

Zunächst war das Landgericht in Gebäuden in der Friedrichstraße und in der Marktstraße untergebracht. Am 3. April 1897 wurde das neue Gebäude, gebaut im Stil der Frührenaissance, an der Albrechtstraße und der heutigen Gerichtsstraße eingeweiht.
Ende 2009 zog das Landgericht in das neu gebaute Justizzentrum in der Mainzer Straße 124 um.

## Richter

### Präsidenten
- 1879–1893: Emil Hopmann
- 1893–1898: Julius Cramer
- 1898–1904: Heinrich Stumpff
- 1904–1917: Rudolf Mencke
- 1917–1924: Otto Vollbracht
- 1924–1928: Walter Keiffenheim
- 1928–1933: Alexander Bergmann
- 1933–1936: Heinrich Pfeil (Jurist)
- 1936–1945: Karl Hefermehl
- 1945–1947: Carl Schmahl
- 1948–1951: Adolf Fitschen
- 1951–1972: Günter Hacks
- 1972–1975: Dietrich Volz
- 1975–1994: Erwin Trapp
- 1994–2004: Ekkehard Bombe
- 2005–2007: Günter Huther
- 2007–2016: Jörg Britzke
- 2016–2020: Joachim Blaeschke
- seit 2020: Cornelia Menhofer

### Weitere Richter
- Wilm von Stein-Liebenstein (1931–1934)